# Бесы (фильм, 1992)
«Бесы» — кинофильм по мотивам одноимённого романа Ф. М. Достоевского.
В основе фильма — убийство в Москве в 1869 году лидером «Народной расправы» студента, отошедшего от революционной деятельности.

## В ролях
- Андрей Руденский — Николай Всеволодович Ставрогин
- Пётр Юрченков — Пётр Степанович Верховенский
- Дмитрий Певцов — Алексей Нилыч Кириллов
- Сергей Гармаш — Иван Шатов, прежде студент
- Алла Демидова — Мария Тимофеевна Лебядкина
- Ирина Скобцева — Варвара Петровна, мать Ставрогина
- Ольга Кабо — Лизавета Николаевна Тушина
- Дарья Михайлова — Дарья Павловна, сестра Шатова
- Армен Джигарханян — Игнат Лебядкин
- Фёдор Бондарчук — Федька Каторжный
- Визма Озолиня-Квепа — Марья, жена Шатова
- Вячеслав Тихонов — Тихон, архиерей на покое
- Владимир Антоник — Маврикий Николаевич
- Любовь Стриженова — Арина Прохоровна Виргинская, акушерка
- Александр Филиппенко — учитель
- Владимир Сичкарь — Семён Яковлевич, блаженный

## Съёмочная группа
- Авторы сценария и режиссёры: Игорь Таланкин, Дмитрий Таланкин
- Оператор-постановшик: Сергей Тараскин
- Художники-постановшики: Юрий Кладиенко, Татьяна Морковкина

## Использованная музыка
- В фильме звучит музыка из произведений П. И. Чайковского (Пятая симфония и др.) и М. И. Глинки.